# 비룡길 (인천)
비룡길(Biryong-gil)은 인천광역시 미추홀구 용현동에 있는 도로로, 총 연장은 501m이다. 이름이 유래된 것은 비룡리(용이 승천하는 마을)에서 유래되었기 때문이다.

## 역사
- 2009년 9월 17일 : 도로명으로 비룡길을 고시

## 주요 경유지
- 미추홀구
  - 용현3동

## 접촉하는 도로
- 인주대로
- 경인북길

## 주요 건물 및 시설
- 신성빌라 (비룡길 10/용현동 451-81)
- 한일빌라 (비룡길 16/용현동 451-6)
- 백송빌라 (비룡길 21/용현동 147-30)
- 성진빌라 (비룡길 25/용현동 147-36)
- 은선빌리지 6차 (비룡길 35/용현동 148-8)
- 삼성주택 (비룡길 39/용현동 148-11)
- 동네이발관 (비룡길 57/용현동 433-19)
- 대신빌라 (비룡길 74/용현동 433-3)
- 동강빌라 (비룡길 78/용현동 214-27)